# The Knitters

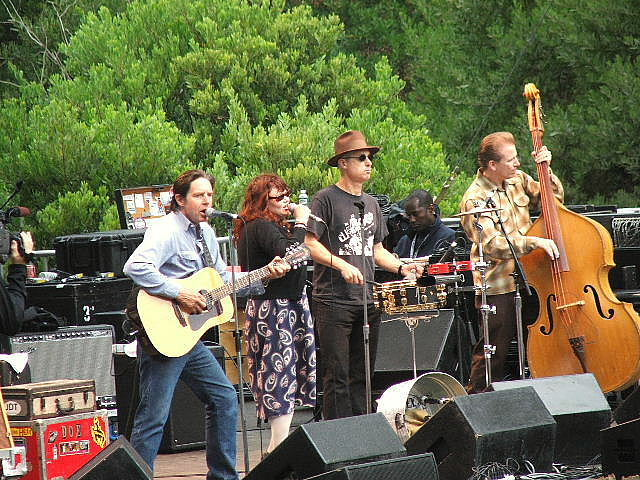
The Knitters

The Knitters est un groupe américain formé par les membres du groupe punk X pour exprimer leur passion pour la Musique country, que leur identité Punk leur interdisait.
Ils adoptent ce nom en 1985 et enregistrent un album Poor Little Criter on the Road qui comprend des reprises de The Carter Family, The Delmore Brothers, Merle Haggard ainsi que quelques titres de leur propre composition.
Le groupe se reforme occasionnellement au fil des années pour des concerts sans jamais enregistrer.
En 2005, vingt ans après le premier, sort un nouvel album, The Modern Sounds of The Knitters avec la formation originale du groupe. L'album comprend une fois de plus des reprises de country, des titres originaux mais aussi des reprises de X.

## Membres du groupe
- John Doe : chant, guitare basse
- Exene Cervenka : chant
- D.J. Bonebrake : batterie
- Dave Alvin : guitare
- Johnny Ray Bartel : guitare

## Discographie
- Poor Little Criter on the Road, 1985
- The Modern Sounds of The Knitters, (2005, Zoe, Rounder Europe)